# NGC 1792
NGC 1792 è una galassia visibile nella costellazione della Colomba.
Fa parte del medesimo gruppo di galassie a cui appartiene anche NGC 1808; si trova nell'estremità occidentale della costellazione, verso il confine con il Bulino. Si tratta di una galassia a spirale, visibile con un telescopio da 120 mm di apertura, a meno di un grado dalla sua compagna maggiore, NGC 1808, la quale risente fortemente della sua presenza; i due oggetti sono estremamente vicini fra loro anche nella realtà. La distanza dalla Via Lattea è stimata sui 39 milioni di anni luce.

## Gruppo di NGC 1792
NGC 1792 presenta emissioni nel dominio dei raggi X e fa parte del Gruppo di NGC 1792, un raggruppamento che comprende almeno otto galassie. Gli altri membri del gruppo sono NGC 1808, NGC 1827, ESO 305-G009, ESO 362-G011, ESO 362-G011 e ESO 362-G011.
Nella sua pubblicazione del 1993, Garcia menzionava alcune di queste galassie, ma le includeva nel Gruppo di NGC 1800. Inoltre non includeva la galassia ESO 362-G016, mentre aggiungeva ESO 305-G017, che però non è attiva nei raggi X.
Richard Powell, nel suo sito "Atlas de l'Univers", menziona l'esistenza del gruppo, ma vi include solo quattro galassie, cioè NGC 1792, NGC 1808, NGC 1827 e ESO 305-9.